# Hacienda Sáenz
Hacienda Sáenz är en ort i Mexiko.   Den ligger i kommunen Uruachi och delstaten Chihuahua, i den nordvästra delen av landet, 1 300 km nordväst om huvudstaden Mexico City. Hacienda Sáenz ligger 880 meter över havet och antalet invånare är 148.
Terrängen runt Hacienda Sáenz är kuperad åt sydväst, men åt nordost är den bergig. Hacienda Sáenz ligger nere i en dal. Runt Hacienda Sáenz är det mycket glesbefolkat, med 4 invånare per kvadratkilometer. Närmaste större samhälle är El Saucillo, 13,1 km norr om Hacienda Sáenz. I omgivningarna runt Hacienda Sáenz växer huvudsakligen savannskog.